# Burg Königsegg
Die Burg Königsegg ist die Ruine einer Burg im heutigen Ortsteil Königsegg der Gemeinde Guggenhausen im Landkreis Ravensburg in Baden-Württemberg.
Die Burg wurde von den Herren von Königsegg, einem Zweig der Herren von Fronhofen, als Stammsitz erbaut und 1251 erwähnt. Die Burg war bis 1850 Teil der Gemeinde Hoßkirch. Im 16. bis ins 17. Jahrhundert wurde die Burg umgebaut und noch ab Mitte des 17. Jahrhunderts von ihren Besitzern nicht mehr bewohnt. Von der ehemaligen Burganlage sind noch drei Bauten erhalten.